# Agrilus mastersii
Agrilus mastersii é uma espécie de inseto do género Agrilus, família Buprestidae, ordem Coleoptera.
Foi descrita cientificamente por Macleay, 1872.